# درع شرائحي

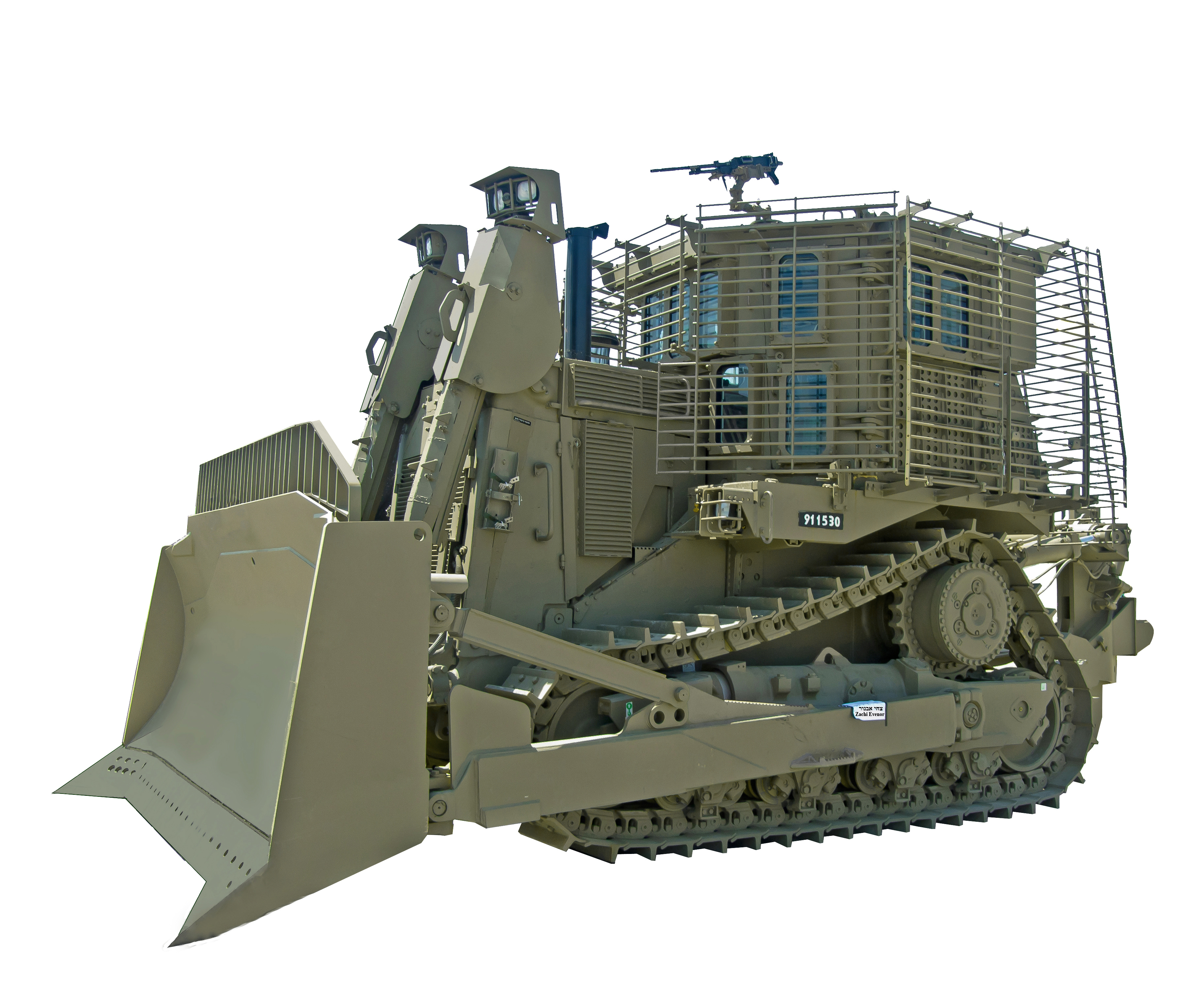
جرافة مصفحة من طراز كاتربيلر دي-9 للجيش الإسرائيلي مزودة بدرع شرائحي يحيط بكابينة سائقها

درع شرائحي، والمعروف أيضًا باسم درع العارضة، ودرع القفص، ودرع المواجهة، هو نوع من دروع المركبات المصممة للحماية من الهجمات المضادة للدبابات شديدة الانفجار (HEAT)، مثلما تستخدمها القذائف الصاروخية (RPG). يأخذ شكل شبكة معدنية مضلعة صلبة مثبتة حول الأقسام الرئيسية للمركبة، والتي تعطل الحشوة المشكلة للرأس الحربي إما عن طريق سحقها، أو منع التفجير الأمثل من الحدوث، أو إتلاف آلية الصمامات، ومنع التفجير تمامًا. على الرغم من أن درع القفص فعال ضد الصواريخ القادمة، إلا أنه لا يوفر حماية كاملة - ما يصل إلى 50 ٪ من تأثيرات الصواريخ لا يُعيقها تصميم الشرائح. من المرجح أن يكون الدرع الشرائحي أكثر فاعلية إذا كان تباعد القفص أقل من محيط القذائف الصاروخية القادمة، والتي تكون عادةً بقطر 85 مم.

## تاريخ القتال

### الحرب العالمية الثانية

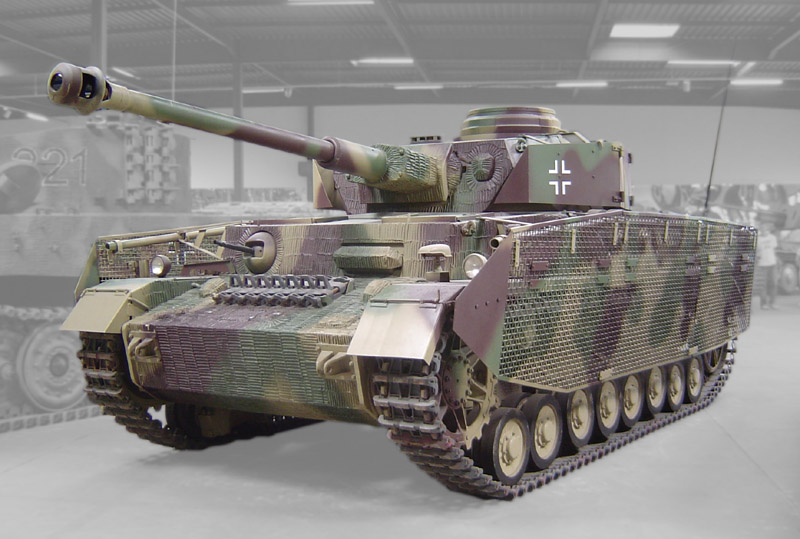
بانزر 4 أوسف. ايتش معروض (مع درع شرائحي) في متحف الدبابات (فرنسا) في سومور

كان الفيرماخت الألماني أول مُستعمل للدروع القفصية خلال الحرب العالمية الثانية، مستخدمًا Drahtgeflecht-Schürzen (بالعربية: «التنانير الشبكية السلكية») لتحصين دباباته ضد نيران القذائف المدفعية. وكانت فعالة مثل لوحة الصلب شورزن [الإنجليزية] المستخدمة أيضًا. في مارس 1943، أمر أدولف هتلر بتجهيز جميع الشتورمجيشوتس والبانزر-3 و4 والبانثر الجديدة بشورزن إما من شبكة سلكية أو لوحة فولاذية. ومع ذلك، لم يكن إنتاج الشبكة السلكية بنفس سهولة إنتاج صفيحة شورزن الفولاذية أو التنانير المدرعة. جُهزت دبابات الجيش الأحمر السوفيتي، التي واجهت دبابات بانزر فاوست الألمانية الجديدة والفعالة للغاية، بدرع «نوابض» مصنوع من ألواح شبكية معدنية موسعة [الإنجليزية].
ومع ذلك، صُمم شورزن لإيقاف البنادق السوفيتية المضادة للدبابات PTRD-41، وثبت أنها غير فعالة ضد صواريخ البازوكا والبانزر شريك المضادة للدبابات في الاختبارات الأمريكية والألمانية.

### حقبة الحرب الباردة

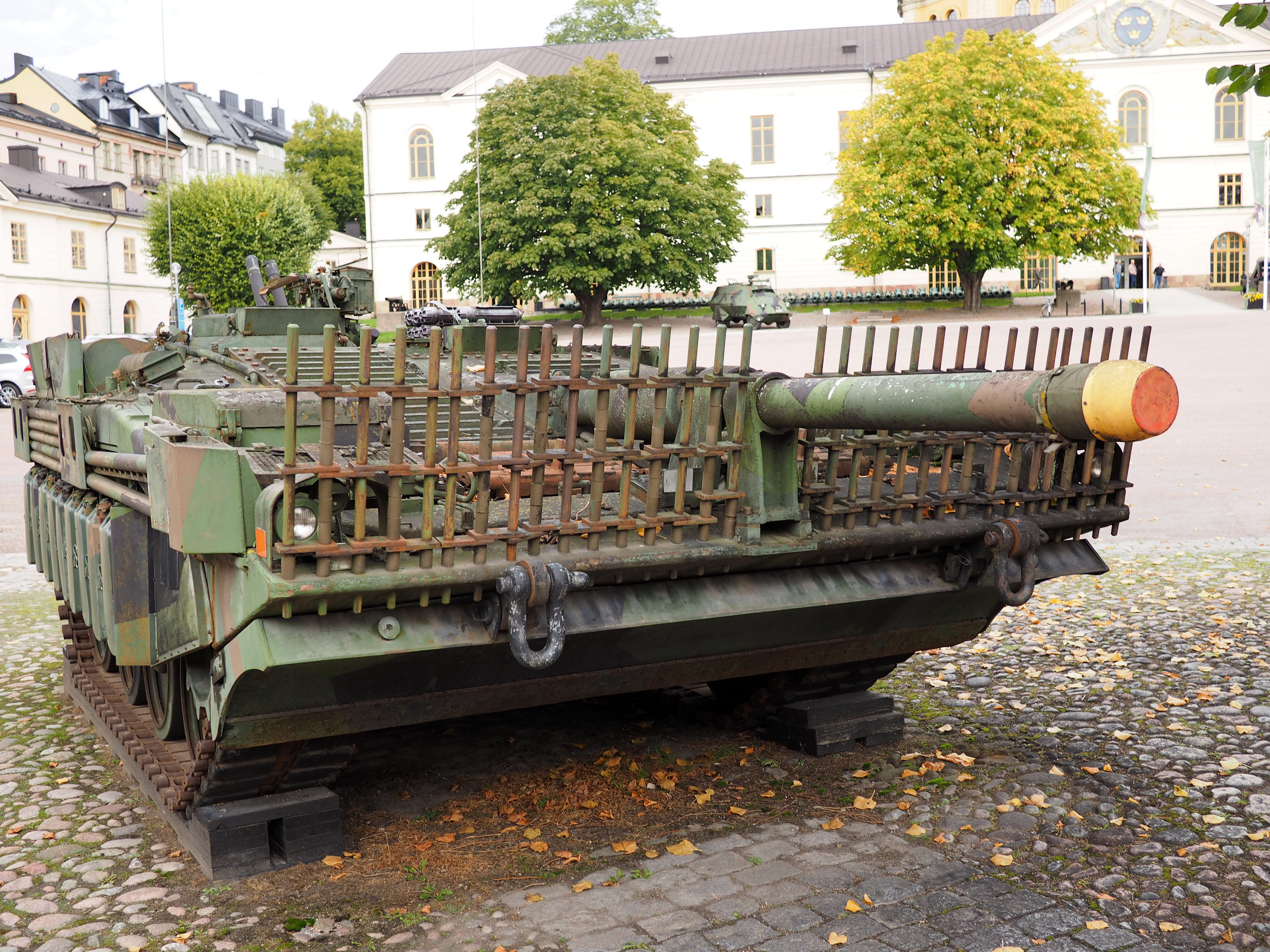
ستريدزفاغن 103 سي تعود إلى الستينيات في متحف الجيش السويدي، ستوكهولم، مع درع مضاد للهيت في المقدمة

في حرب فيتنام، شاع استخدام الدروع الواقية على جوانب صنادل وقوارب الدوريات الأمريكية. ويُعد سي سي بي-18 مثالًا حيًا على القوة النهرية المتنقلة [الإنجليزية] التي استخدمت مثل هذا الدرع. وُضع سياج سلكي أيضًا على مركبات مثل إم-113 لهزيمة قذائف فيت كونغ. استخدمت ستريدزفاغن 103 السويدية من نفس الحقبة شبكة معدنية أثقل بكثير مثبتة في المقدمة للحماية من المقذوفات القادمة.

### العصر الحديث
في العصر الحديث، تم استخدام درع شرائحي في جرافة كاتربيلر دي-9 أر المدرعة التابعة لجيش الدفاع الإسرائيلي (IDF)، ومركبة مدرعة مضادة للكمائن والألغام (MRAP) بيفالو أم بي في [الإنجليزية] لشركة فورس بروتكشيون [الإنجليزية]، وجنرال ديناميكس سترايكر، وبي تي آر-4 الأوكرانية، وعربة القتال المشاة المحارب،  دبابة إم-113 APC وتشالنجر 2 البريطانية ودبابة القتال الرئيسة ليوبارد 2 أي 6 ودبابات تي-62 الروسية. يُفضل استخدام درع شرائحي على الدروع التقليدية، ليس فقط بسبب فعاليته ضد الرؤوس الحربية ذات الشحنة المشكلة، ولكن أيضًا بسبب وزنه الخفيف، مما يحسن القدرة على المناورة.
استخدم لرع الشرائحي لأول مرة على جرافة كاتربيلر دي-9 أر الإسرائيلية في عام 2005، ولكن رُكبت بأعداد كبيرة فقط في عام 2006. في نفس الوقت تقريبًا في عام 2005، اقترح درع شرائحي لأول مرة لسترايكر من قبل فريق من الخبراء من مختبر أبحاث الجيش (ARL) [الإنجليزية] وقيادة اختبار التطوير ومركز اختبار أبردين (ATC) لحماية المركبة من قذائف آر بي جي. في غضون سبعة أيام، صممت ARL و ATC وأنتجتا أول نموذج أولي، والذي أُنتج بكميات كبيرة لاحقًا في مصنع ليما للدبابات في ولاية أوهايو ونُفذ في أنواع مختلفة من السترايكر. تصميم الدرع الشرائحي يجعل القفص موضوعًا للأمام بمقدار 50 سم حول المركبة، مما يسمح لرأس حربي آر بي جي بالانفجار على مسافة آمنة. بالإضافة إلى ذلك، يقال إن الدرع الشرائحي على مركبات السترايكر فعال ضد طلقات الهيت.

في عام 2007، طورت بي أيه إي سيستمز نظامًا مدرعًا خفيفًا للغاية من الألمنيوم يسمى LROD، والذي استخدام في البداية على بيفالو أم بي في [الإنجليزية]، والذي يُزعم أنه يزن نصف كمية التصميمات الفولاذية المماثلة. قامت شركة بي أيه إي لاحقًا بتجهيز العديد آر جي-31 نيالا التابعة للجيش الأمريكي بنوع من نظام LROD، كما طورت أيضًا نظامًا لمركبات آر جي-33 ‏، و Caiman و JERRV. علاوة على ذلك، نُشر الدرع الشرائحي على إم1 أبرامز الأمريكية كجزء من سلسلة حرب المدن TUSK. في الحرب الأهلية السورية، قام تنظيم الدولة الإسلامية والجيش السوري الحر والجيش السوري بتجهيز مركباتهم المدرعة بدروع محلية الصنع للحماية من ارتطام القذائف الصاروخية.

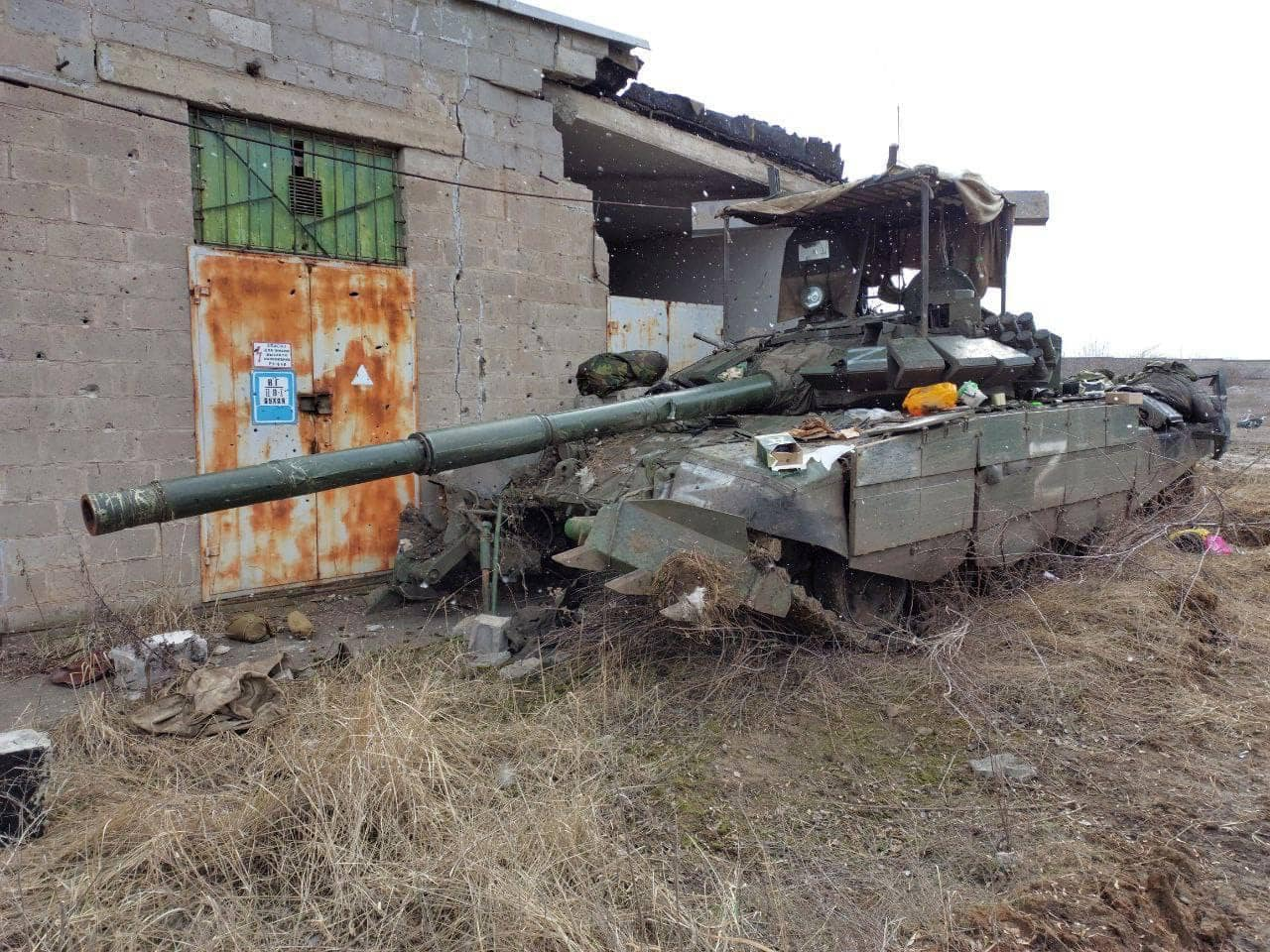
دبابة روسية مهجورة ومتضررة من طراز تي-72 بي3أم مع «قفص منضدة» مؤقتة مثبتة على البرج، أثناء الغزو الروسي لأوكرانيا في ماريوبول عام 2022

في أغسطس 2016، قدمت روسيا درعًا من نوع bar-slat تم تطويره بواسطة NII Stali وأورالفاغونزافود لزيادة حماية المركبات المدرعة الروسية ضد قذائف آر بي جي والبندقية عديمة الارتداد HEAT بنسبة 55-60٪. يمكن دمج الدرع مع مجموعة متنوعة من المركبات السوفيتية والروسية القديمة بما في ذلك بي تي أر-50 / بي تي أر-60 / بي تي أر-70 / بي تي أر-80/82 / بي تي أر-90، بي إم بي-1 / بي إم بي-2 / بي إم بي-3 وبي أر دي إم-2 / بي أر دي إم-3 وتي-14 أرماتا، مع إضافة الطقم الكامل 1,000 كيلوغرام (2,200 رطل) من الوزن.
في عام 2022، لوحظت العديد من الدبابات الروسية العاملة أثناء الغزو الروسي لأوكرانيا مع درع شرائحي مرتجل [الإنجليزية] مثبت على القمة مصنوعة من شبكات فولاذية. كانت تُعرف بازدراء باسم «أقفاص المواجهة»   وذلك بسبب الشكوك حول فعاليتها في القتال. صُمم هذا الدرع على الأرجح في محاولة للتخفيف من تهديد الصواريخ المضادة للدبابات من أعلى إلى أسفل مثل إف جي أم-148 جافلن والجيل القادم من الأسلحة الخفيفة المضادة للدبابات [الإنجليزية] (NLAW). في ديسمبر 2021، نشر الجيش الأوكراني مقطع فيديو لمناورة عسكرية حيث دُمرت مركبة قتالية مدرعة محميةً بدرع من هذا النوع بواسطة صاروخ جافلين.

## معرض الصور

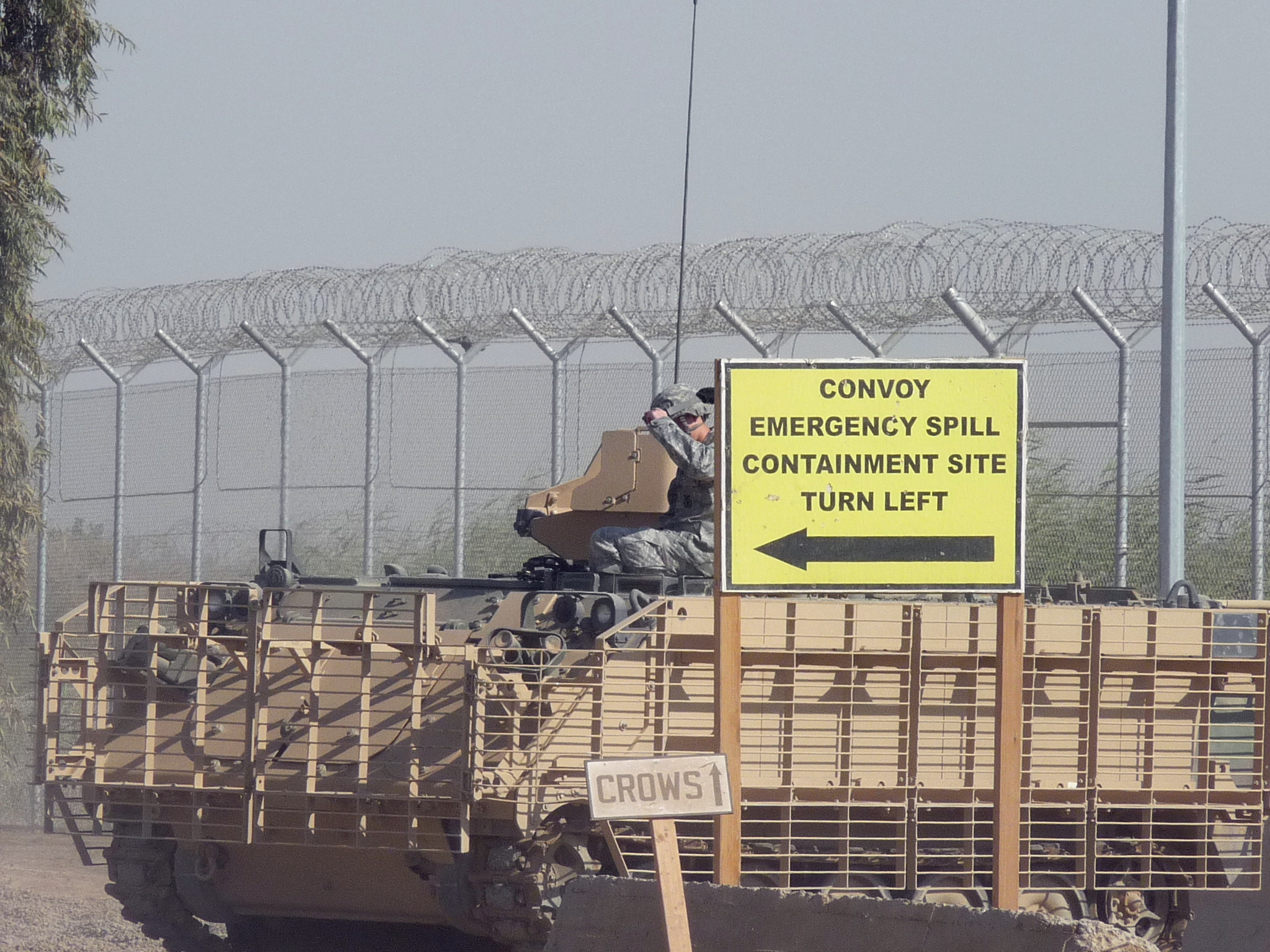
درع شرائحي على ناقلة أفراد مصفحة إم 113 [الإنجليزية] حُدثت في عام 2008
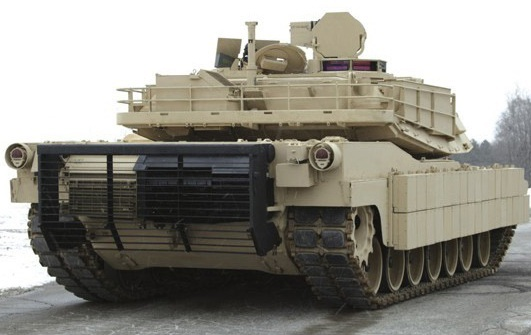
درع شرائحي يحمي منفذ عادم المحرك في الجزء الخلفي من بدن إم1 أبرامز.
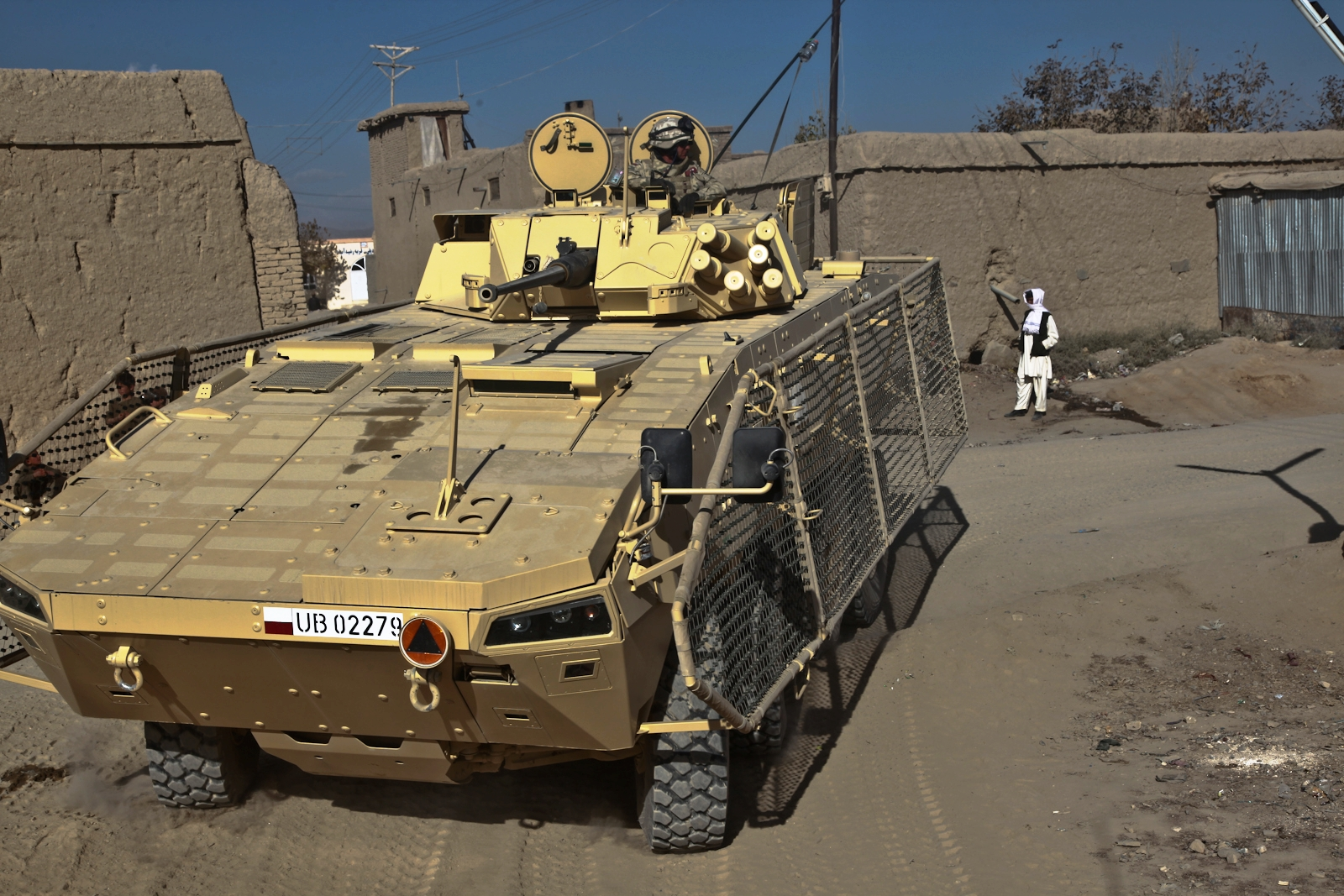
نوع أخف من المعاوضة رُكب على روسوماك [الإنجليزية] البولندية في أفغانستان، 2010
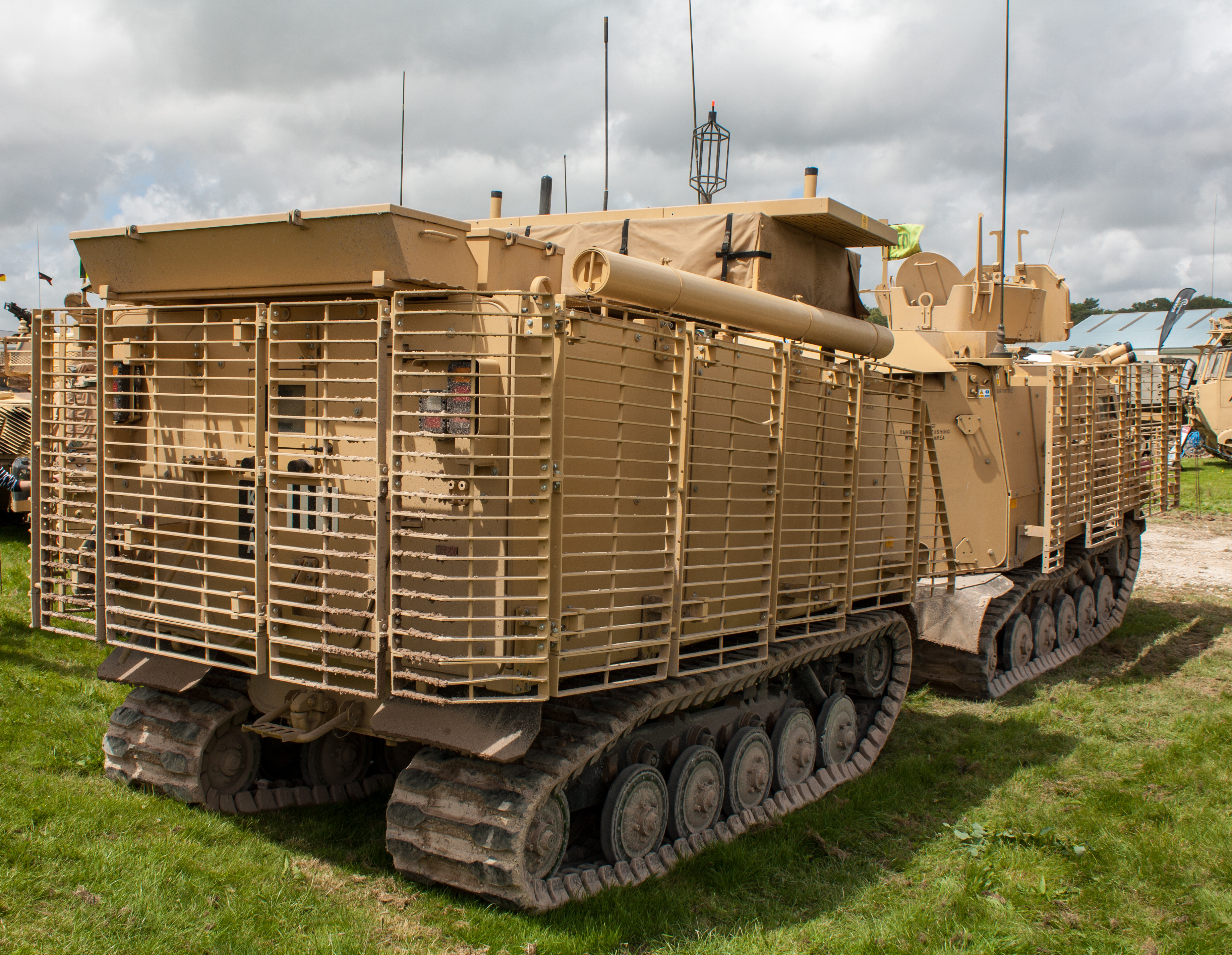
درع شرائحي على فيكينغ بي في أس 10 [الإنجليزية] ATV في عام 2012
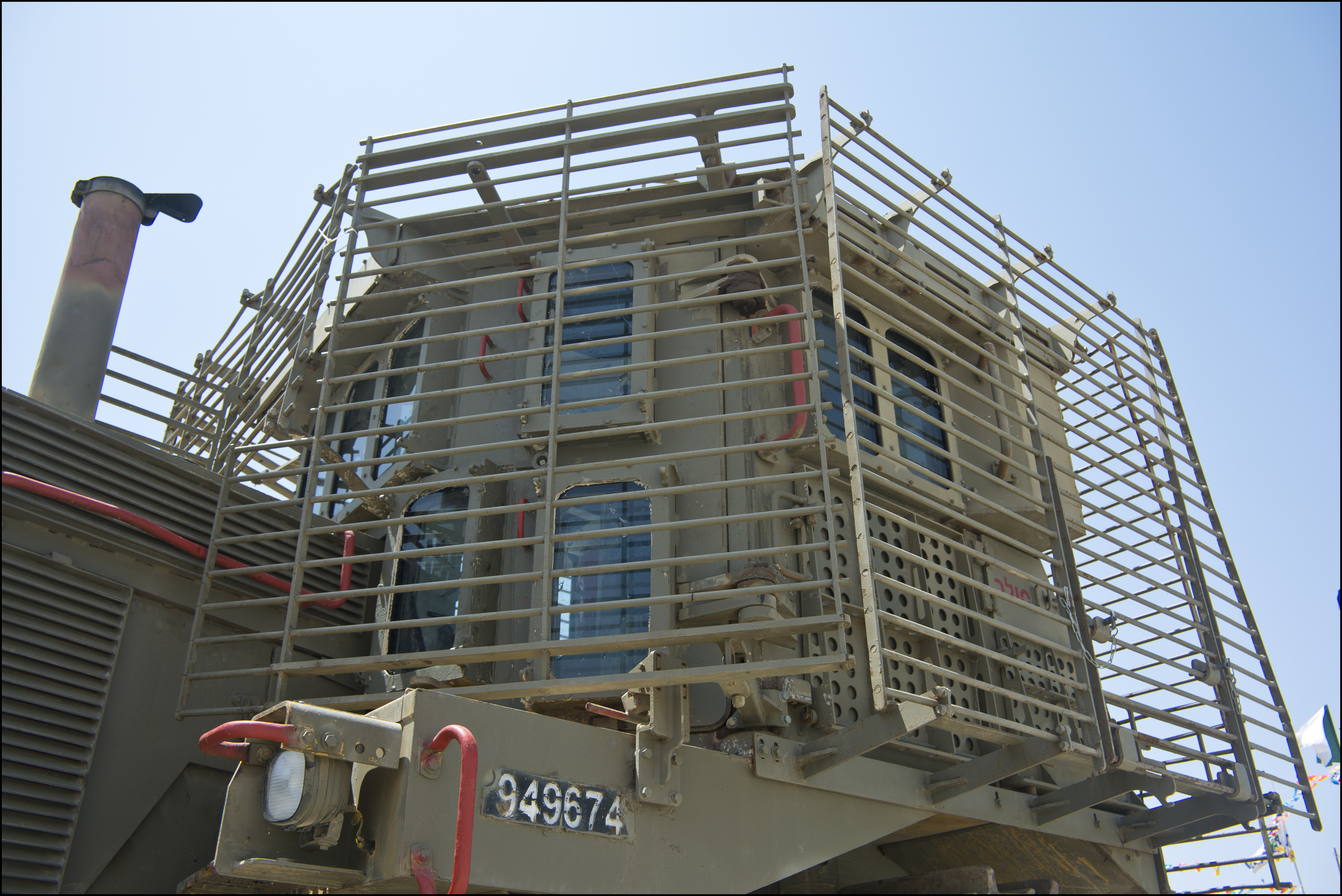
درع شرائحي لجرافة مصفحة من طراز كاتربيلر دي-9
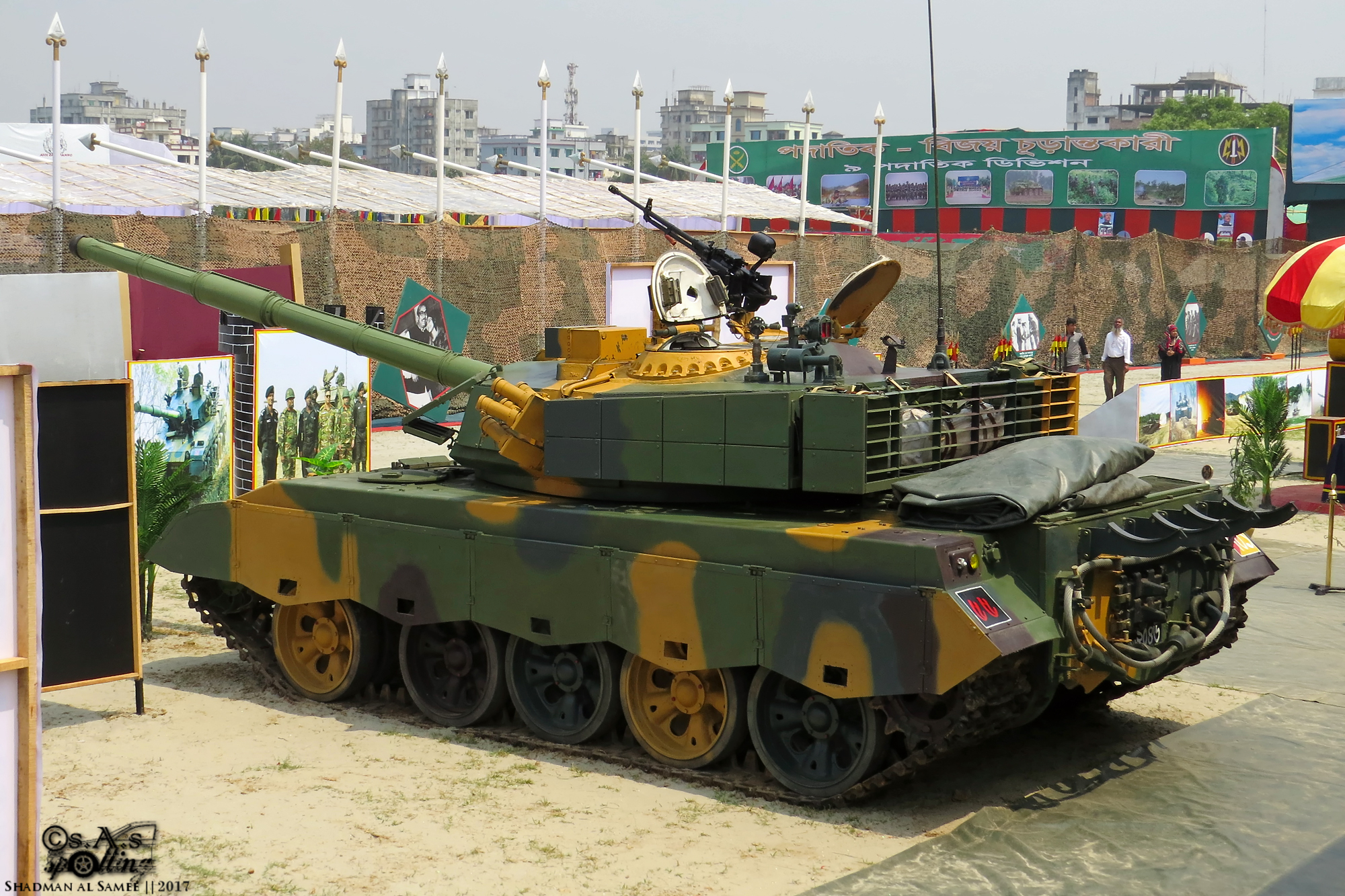
درع شرائحي يحمي الجزء الخلفي من البرج لدبابة دورجوي من النوع 59G [الإنجليزية]